# Chlorophytum nepalense
Chlorophytum nepalense là một loài thực vật có hoa trong họ Măng tây. Loài này được (Lindl.) Baker mô tả khoa học đầu tiên năm 1876.